# Phallotorynus victoriae
Phallotorynus victoriae är en fiskart som beskrevs av Oliveros, 1983. Phallotorynus victoriae ingår i släktet Phallotorynus och familjen Poeciliidae. Inga underarter finns listade i Catalogue of Life.